# 曼特奈
曼特奈（法語：Maintenay，法語發音：[mɛ̃tnɛ]）是法国上法蘭西大區加来海峡省的一个市镇，属于蒙特勒伊区。

## 地理
曼特奈（50°22'0"N, 1°48'45"E）面积12.11 平方千米，位于法国上法蘭西大區加来海峡省，该省份为法国北部沿海省份，西北濒北海，南至索姆省，东临北部省。
与曼特奈接壤的市镇（或旧市镇、城区）包括：比尔勒塞克、布瓦让、鲁桑、圣雷米欧布瓦、索尔舒瓦、阿尔古勒、楠蓬。

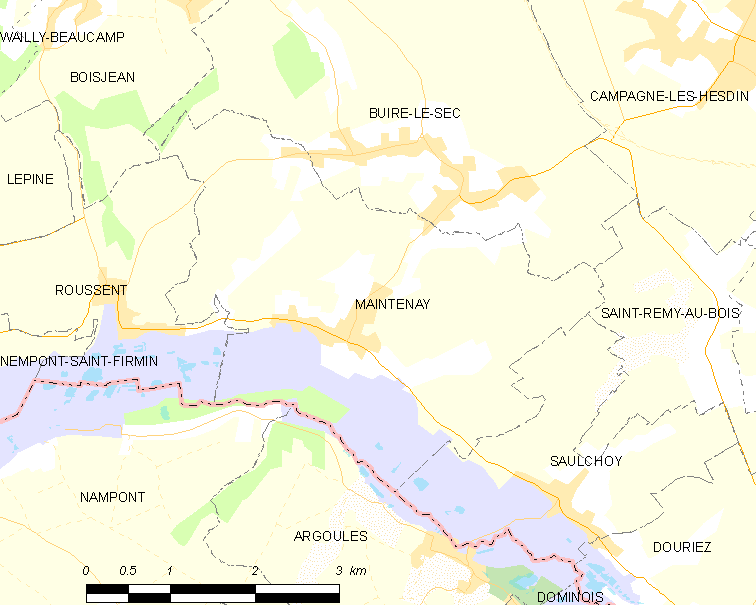
曼特奈的OSM定位图

曼特奈的时区为UTC+01:00、UTC+02:00（夏令时）。

## 行政
曼特奈的邮政编码为62870，INSEE市镇编码为62538。

## 政治
曼特奈所属的省级选区为欧克西堡县。

## 人口

1962-2008年间曼特奈人口变化图示

曼特奈于2022年1月1日时的人口数量为453人。